# DSSI

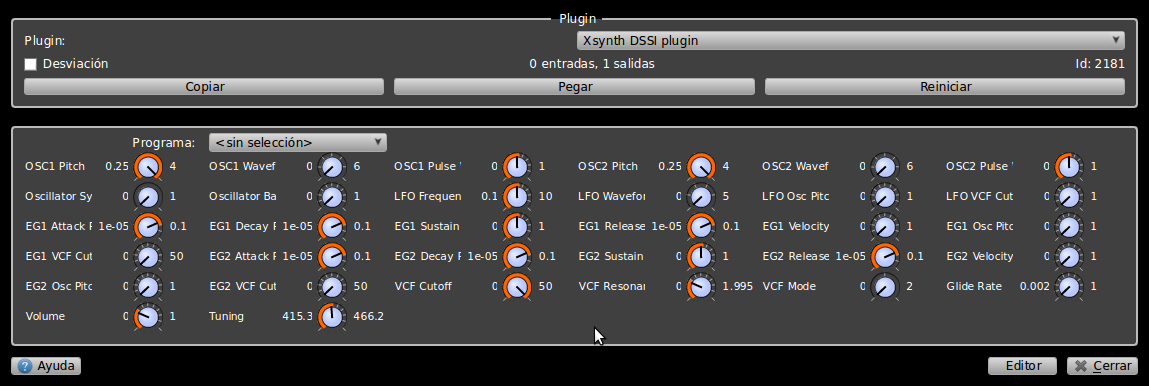

Dans le domaine de la MAO, DSSI (acronyme de Disposable Soft Synth Interface, à prononcer « dizzy ») est une interface de programmation pour le développement de plugins audio, principalement axée dans la synthèse et la disposition d'une interface utilisateur. Elle a été développée pour les besoins des applications Linux, mais conçue pour être portable.
DSSI est spécialisé dans la gestion de synthétiseur pour produire des formes d'ondes, du synthétiseur analogique ou de la synthèse FM.
C'est une spécification ouverte, dérivée des spécifications LADSPA afin de couvrir la synthèse d'instruments, à la manière de VSTi. Elle est constituée d'interface en langage C permettant de faire dialoguer les plugins avec leur hôte. Un plugin d'interface utilisateur est un programme indépendant, le dialogue avec le plugin de synthèse se faisant par le biais du protocole OSC.
Les spécifications LV2 ont pour vocation à regrouper et à étendre LADSPA et DSSI.
Le projet comporte également les plugins :
- FluidSynth-DSSI, permettant de jouer du MIDI via FluidSynth en utilisant des SoundFonts.
- Xsynth-DSSI, un synthétiseur logiciel de type analogique classique (VCOs-VCF-VCA) comportant une interface pour l'édition GUI.